# Ə̂
Cette page contient des caractères spéciaux ou non latins. S’ils s’affichent mal (▯, ?, etc.), consultez la page d’aide Unicode.
Ə̂ (minuscule : ə̂), appelé schwa accent circonflexe, ou Ǝ̂ (minuscule : ǝ̂), appelé E culbuté circonflexe, est un graphème utilisé avec la majuscule ‹ Ə̂ › dans l’écriture de certaines langues béninoises, camerounaises ou tchadiennes dont l’anii, l’awing, le bakaka, le bangolan, le bum, le dii, le kwanja, le metaʼ, le mfumte, le mundani, le muyang, le pinyin et le soumray, et avec la majuscule ‹ Ǝ̂ › dans l’écriture du shiwa. Il s’agit de la lettre schwa ou E culbuté diacritée d’un accent circonflexe.

## Utilisation
En langues camerounaises suivant l’Alphabet général des langues camerounaises, ‹ Ə̂, ə̂ › représente un schwa avec un ton tombant. Il ne s’agit d’une lettre à part entière, et elle placée avec le schwa sans accent ou avec un autre accent dans l’ordre alphabétique.
Le ‹ Ǝ̂, ǝ̂ › est généralement utilisée pour représenter la même voyelle que ‹ Ǝ, ǝ › mais l’accent circonflexe indique le ton descendant.

## Représentations informatiques
Le schwa accent circonflexe et le e culbuté accent circonflexe peut être représenté avec les caractères Unicode suivants :
- décomposé (latin étendu B, Alphabet phonétique international, diacritiques)[1],[2],[3] :

| formes    | représentations | chaînes de caractères | points de code | descriptions                                                      |
| --------- | --------------- | --------------------- | -------------- | ----------------------------------------------------------------- |
| capitale  | Ə̂               | Ə◌̂                    | U+018F U+0302  | lettre majuscule latine schwa diacritique accent circonflexe      |
| minuscule | ə̂               | ə◌̂                    | U+0259 U+0302  | lettre minuscule latine schwa diacritique accent circonflexe      |
| capitale  | Ǝ̂               | Ǝ◌̂                    | U+018E U+0302  | lettre majuscule latine e réfléchi diacritique accent circonflexe |
| minuscule | ǝ̂               | ǝ◌̂                    | U+01DD U+0302  | lettre minuscule latine e culbuté diacritique accent circonflexe  |

## Crédit d'auteurs
- Cet article est partiellement ou en totalité issu de l'article intitulé « Ǝ̂ » (voir la liste des auteurs).